# Bataille du moulin de Lacolle (1814)
Pour les articles homonymes, voir Lacolle (homonymie).
Guerre de 1812
Batailles
- Bataille de l'île Mackinac (1812)
- Bataille de Fort Dearborn
- Bataille de Détroit
- Campagne du Niagara
- Bataille du moulin de Lacolle (1812)

- Bataille de Frenchtown
- Combat de la Shannon et de la Chesapeake
- Bataille de York
- Bataille de la rivière Thames
- Guerre Creek
- Bataille de la Châteauguay
- Bataille de la ferme Crysler

- Bataille de l'île Mackinac (1814)
- Incendie de Washington
- Bataille de Prairie du Chien
- Bataille de Baltimore

- Bataille de La Nouvelle-Orléans

La deuxième bataille du moulin de Lacolle eut lieu le 30 mars 1814, durant la guerre de 1812. Dans une bataille qui fut brève, une petite garnison britannique et des volontaires canadiens défendirent le fortin militaire du village de Lacolle d'une importante offensive américaine.

## Bataille
L'invasion américaine fut préparée et commandée par le major-général James Wilkinson qui conduisit ses troupes vers le nord depuis Plattsburgh pour attaquer le fortin militaire de Lacolle le 27 mars 1814. Ses forces consistaient en 4 000 soldats, organisés en trois brigades, et 11 pièces d'artilleries. La marche vers le nord ayant été ralentie par la neige profonde et la boue, il ne fut alors pas capable d'occuper Odelltown avant le 30 mars, et commença à attaquer le moulin de Lacolle au début de l'après-midi.
Les Américains ouvrirent le feu avec deux canons de 12 livres et un mortier de 5 pouces et demi. Les Britanniques ouvrirent le feu avec leurs fusées Congreve. Ces roquettes causèrent plusieurs blessés chez les Américains, qui n'avaient jamais fait face à cette arme.  
Les grenadiers de la 13e compagnie étaient tout près et lancèrent une attaque à la baïonnette sur l'artillerie américaine, mais furent repoussés par le grand nombre d'Américains. En entendant les coups de feu à 3 km de distance, une compagnie de voltigeurs canadiens et les grenadiers de la compagnie du Régiment canadien d'infanterie d'escrimeur marchèrent pour venir en renfort aux Britanniques. Il marchèrent au travers des eaux glacées et interceptèrent les lignes américaines en ouvrant le feu sur l'artillerie américaine, blessant le commandant américain et plusieurs des soldats d'artillerie. Les Britanniques firent feu sur les Américains à partir de leurs navires de guerre sous le commandement de Daniel Pring (en) de la Royal Navy, qui avait amené ses navires sur le haut de la rivière Richelieu de l'île aux Noix jusqu'à l'embouchure de la rivière Lacolle.
Dans la soirée du 30 mars, les Américains firent une faible impression sur les défenses britanniques. C'est alors que le général américain Wilkinson commanda la retraite de ses troupes, retournant à Plattsburgh.

## Autres lectures
- (en) John R. Elting, Amateurs to Arms, New York, Da Capo Press, 1995, 372 p. (ISBN 0-306-80653-3).
- (en) J. Mackay Hitsman, The Incredible War of 1812, Toronto, Robin Brass Studio, 1965 (ISBN 1-896941-13-3).
- (en) Robert Henderson, « The Battle of Lacolle Mills », War of 1812 Website (consulté le 29 août 2006)
- (en) « His Majesty's Canadian Regiment of Fencible Infantry 1803-1816 », War of 1812 Website (consulté le 29 août 2006)
- Paul Harris Nicolas (en) (2010 [1845]): Historical Record of the Royal Marine Forces, Volume 2, 1805-1842. BiblioBazaar, LLC  (ISBN 1-142-42683-1)